# Filosofía de la medición
La filosofía de la medición estudia las condiciones conceptuales, ontológicas, epistémicas y tecnológicas que hacen que la medición sea posible y confiable.
Quizás la más influyente definición de medición es la establecida por Stevens: "la medición, en el sentido más amplio, se define como la asignación de números a objetos o eventos de acuerdo con las reglas". Metrizar un dominio de objetos consiste en introducir un concepto cuantitativo en dicho dominio. Medición es el proceso empírico por el que se determina el valor de una magnitud en un dominio de objetos. La metrización precede, pues, a la medición. La metrización atañe a la representación numérica de una magnitud, y la medición a su determinación numérica. En lo que sigue nos referimos a la medición de magnitudes por comparación entre cantidad y unidad de la magnitud mediante instrumentos calibrados. En todo caso, la medida es el grado en que un ente posee determinada característica representada numéricamente por una variable. La medición es una propiedad metrizada por una relación funcional dada.
Es por ello que, la medición desempeña diferentes funciones en la ciencia. Muchas mediciones se hacen para contrastar las teorías, como la medición del número de Avogadro en el experimento de Perrin. Pero las mediciones se relacionan con las teorías de muy diferentes maneras. Popper, por ejemplo, considera que la precisión misma es un criterio para probar las teorías, pues mientras más precisas las mediciones éstas implican mayor riesgo para la teoría. Kuhn, a su vez, sostiene que la medición desempeña una tarea especial en la ciencia normal: encontrar “diferencias esotéricas” como las anomalías. Hacking plantea otra función de la medición independiente de las teorías: la precisión misma y el mejoramiento de las técnicas de medición. Entre los ejemplos de este tipo de mediciones están la del diámetro de la Tierra hecha por Aristarco, la del “peso” de la Tierra por Cavendish, la de la velocidad de la luz por Fizeau y la de la carga del electrón por Millikan.
Sin embargo, aún con el avance para las unidades básicas de medida (kilogramo, segundo, metro), continúan surgiendo controversias sobre la medición, cómo podemos medir la inteligencia, el bienestar, la felicidad, etc.
El problema que se plantea no es que aún no se tengan las herramientas lo suficientemente precisas para medir tales cosas; es que existen dos formas completamente diferentes de medir:
En un tipo de medición, encontramos cuán grande o pequeña es una cosa usando una escala, un punto de inicio y una unidad. Algo mide x pies de largo, pesa y libras o tarda z segundos. Podemos llamar a esto medición "óntica", después de que la palabra filósofos se aplique a objetos o propiedades existentes.
Pero hay otra forma de medir que no implica colocar algo junto a un palo o en una balanza. Este es el tipo de medida que Platón describió como "ajuste". Esto implica menos un acto que una experiencia: sentimos que las cosas no "están a la altura" de lo que podrían ser. Este es el tipo de medición que invitan los buenos ejemplos. Aristóteles, por ejemplo, llamó a la persona verdaderamente moral una "medida", porque nuestros encuentros con esa persona nos muestran nuestras deficiencias. Podríamos llamar a esto medición "ontológica", después de la palabra que usan los filósofos para describir cómo existe algo.

## Teorías de la medición

### Teoría Realista
Los realistas sostienen que la medición está dirigida a la adquisición de conocimiento sobre los atributos, donde los atributos en cuestión existen independientemente del procedimiento de medición específico y el lenguaje, pensamientos y convenciones de las personas que realizan la medición.
La medición es el intento de estimar la relación entre dos instancias de un atributo cuantitativo, la primera es la magnitud medida y la segunda la unidad empleada. Según la visión realista, un objetivo importante de la medición es identificar la primera instancia (el atributo medido) mediante el intento de estimar su relación (o proporción) con la segunda instancia (la unidad). La filosofía realista de la medición difiere de otras de tres maneras. Primero, distingue lo ‘que se mide’ de ‘cómo se mide’. Segundo, sostiene que lo que se mide son atributos de las cosas, más que cosas en sí mismas. En tercer lugar, afirma que, en la medición, los números se descubren en lugar de asignarse. Se descubren relaciones numéricas entre atributos. Según la visión realista, tales proporciones son los números reales.

### Teoría Operacionista
El operacionalismo (u operacionismo) fue originalmente articulado por Bridgman con la tesis de que ‘‘queremos decir con cualquier concepto nada más que un conjunto de operaciones; el concepto es sinónimo de un conjunto correspondiente de operaciones”. El operacionalismo se propuso originalmente como una doctrina semántica sobre el significado de los términos teóricos en lugar de una teoría de la medición per se: el operacionalismo sostiene que el significado de los términos teóricos se agota por las operaciones particulares realizadas para observarlos, lo que significa que los resultados de un determinado conjunto de operaciones (o procedimiento de medición) se interpreta como mediciones por mandato.

### Teoría Representacionalista
Las teorías representacionalistas de la medición sostienen, en términos generales, que la medición es una representación numérica de las propiedades medidas; desde esta visión, es un mapeo entre elementos (cosas, objetos) de una clase a elementos (cosas, objetos) de otra. Cuando un número es asignado a una magnitud, es interpretado como una representación de dicha magnitud. Una magnitud es entendida, en este contexto, como una propiedad medible de un sistema físico, lo cual significa que se le pueden asignar distintos valores como resultado de procesos de medición.
Medir es construir un modelo de alguna realidad existente en el mundo. Por tanto, como cualquier otra modelización, implica establecer una correspondencia entre el sistema relacional empírico (el mundo) y un sistema relacional formal (el modelo), de tal modo que se pueda decir que uno representa al otro; si el modelo es numérico entonces la representación se denomina medición (Fraser, 1980). Por tanto el problema central a resolver será el de la Representación, es decir, asegurarse que el modelo representa adecuadamente la realidad.
El intento más elaborado de conectar la medición en las ciencias sociales con la medición en la física se encuentra en los Fundamentos de la medición (Krantz et al., 1971) y trabajos anteriores. Los autores intentaron establecer una base axiomática para la medición que involucra los llamados teoremas de representación. En el Volumen 1 de los Fundamentos de Medición, los autores caracterizan la medición de la siguiente manera: "Al medir algún atributo de una clase de objetos o eventos, asociamos números ... con los objetos de tal manera que las propiedades del atributo se representan fielmente como propiedades numéricas". Los axiomas de la teoría de la representación se refieren a relaciones cualitativas o propiedades numéricas, pero no directamente a atributos cuantitativos.